# Luciano Chiarugi
Luciano Chiarugi (Ponsacco, 13 gennaio 1947) è un ex calciatore e allenatore di calcio italiano, di ruolo attaccante.

## Caratteristiche tecniche
Chiarugi era un'ala di notevole velocità (uno dei suoi soprannomi era La Freccia di Ponsacco) e dall'ottimo controllo di palla, capace di dribblare l'avversario, di concludere facilmente a rete o di fornire assist per gli attaccanti. Veniva considerato per il suo estro un giocatore atipico, tanto da essere soprannominato "Cavallo pazzo". Nonostante fosse mancino, veniva spesso utilizzato sulla fascia destra; era inoltre uno specialista delle punizioni e famoso per aver fatto gol diverse volte direttamente dalla battuta del calcio d'angolo.
Chiarugi venne spesso accusato di essere un simulatore, in particolare dall'arbitro internazionale Alberto Michelotti, che definì le cadute in area dei calciatori italiani con il termine "chiarugismo".

## Carriera

### Giocatore

Chiarugi (a destra) e l'allenatore Nereo Rocco al Milan nella stagione 1972-1973

Cresciuto nelle giovanili della Fiorentina, per la quale faceva il raccattapalle allo Stadio Comunale di Firenze, esordisce in Serie A il 30 gennaio 1966, nel campionato 1965-1966, con la partita Brescia-Fiorentina, terminata 1-2; all'epoca, la squadra viola era allenata da Giuseppe Chiappella, che lo considerava il sostituto di Kurt Hamrin. In quell'anno vince la Coppa Italia e la Coppa Mitropa. Dalla stagione successiva comincia a giocare con più continuità, venendo spesso affiancato a Mario Brugnera; i due, insieme ad Hamrin, fecero 21 gol in quel campionato.
Nella stagione 1968-69, divenne campione d'Italia con la Fiorentina, siglando, l'11 maggio 1969, la rete della conquista matematica del campionato contro la Juventus; nonostante l'allenatore Bruno Pesaola spesso gli preferisse Maraschi e Rizzo, Chiarugi segnò comunque 7 reti in 18 partite giocate, secondo marcatore dei Viola in campionato. La stagione successiva ebbe maggior spazio, e segnò 12 reti; le sue ottime prestazioni spinsero Ferruccio Valcareggi a convocarlo in nazionale.
Chiarugi venne accusato di aver favorito Emiliano Macchi, suo nipote che giocò insieme a lui nella Fiorentina, per motivi di parentela. Perse due trofei internazionali: nel 1970 la Coppa delle Alpi, e nel 1971-1972 la Coppa Mitropa dove fu capocannoniere, i viola furono sconfitti dal Čelik Zenica.
Dopo sette stagioni in Viola, passò nel 1972, per 400 milioni di lire, al Milan, società con la quale vinse la Coppa Italia e la Coppa delle Coppe 1972-1973 realizzando su punizione la rete decisiva nella finale disputata a Salonicco il 16 maggio 1973 contro il Leeds United. Nella stessa stagione segnò 12 reti, eguagliando il suo personale record della stagione 1969-1970.
Nella stagione successiva confermò la vena realizzativa con 17 reti all'attivo in tutte le competizioni disputate, fra cui la rete, prima realizzata da un italiano nella competizione, con cui i rossoneri batterono l'Ajax nella finale d'andata della Supercoppa Europea, vinta poi dagli olandesi, mentre nei due anni successivi le reti realizzate scesero rispettivamente a 11 e 10.
Dopo quattro anni a Milano, Chiarugi passò al Napoli nell'estate del 1976, scambiato con Giorgio Braglia. Con i partenopei si aggiudicò una Coppa di Lega Anglo-italiana. Nelle due stagioni napoletane Chiarugi segnò 6 reti in 34 incontri.
Giocò poi nella Sampdoria, in Serie B, e nel Bologna, per poi uscire progressivamente dal grande calcio con le maglie di Rimini, Rondinella e Massese, club con cui chiuse la carriera nel 1985, all'età di 38 anni.
In carriera ha totalizzato complessivamente 291 presente e 80 reti in Serie A e 43 presenze e 6 reti in Serie B.

#### Nazionale

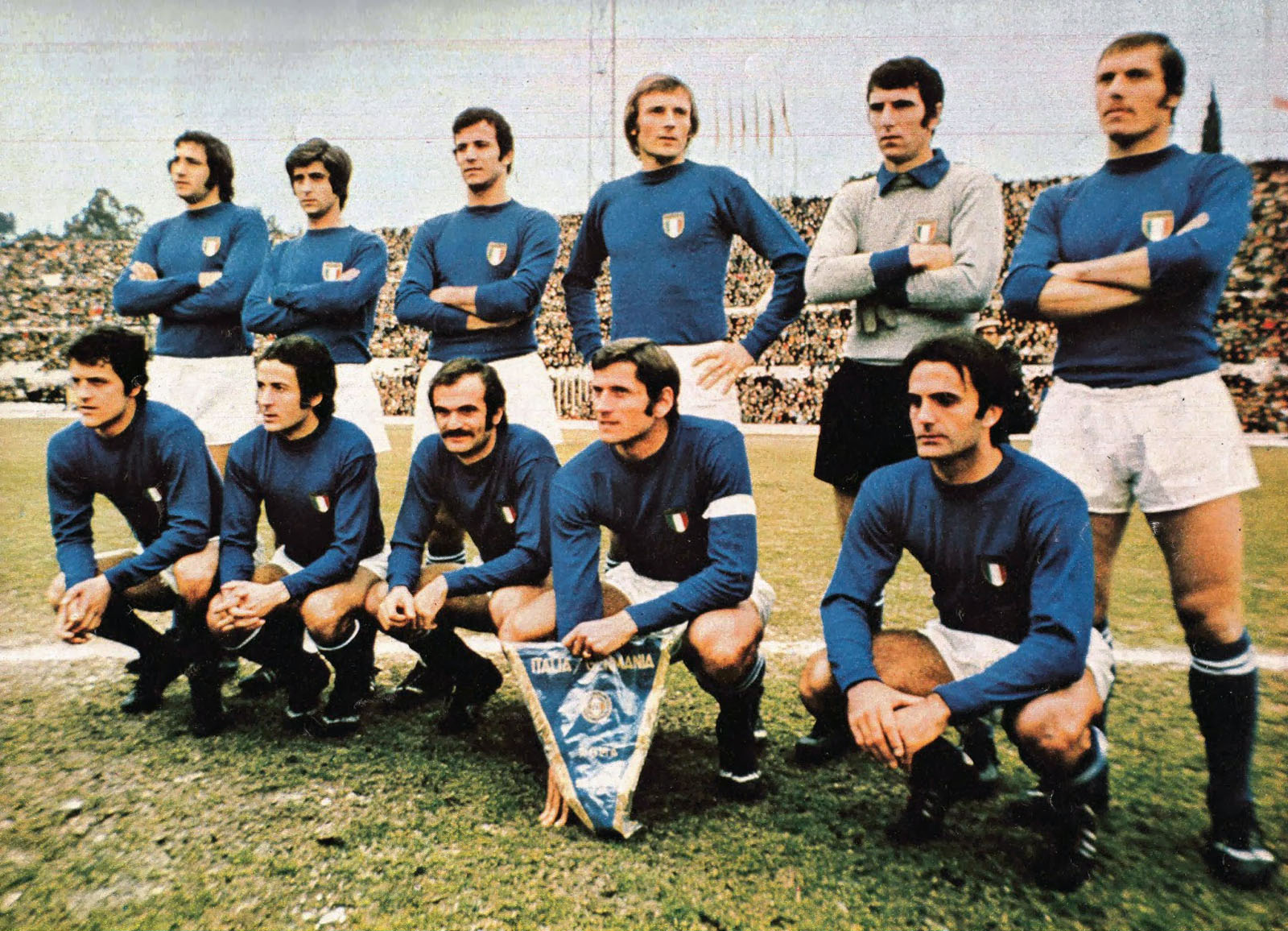
Chiarugi (accosciato, secondo da sinistra) in nazionale nel 1974

Esordì in Nazionale il 22 novembre 1969, a Napoli, nella gara di qualificazione ai Mondiali del 1970 contro la Germania Est; la partita terminò con il risultato di 3-0 per gli Azzurri. In totale, le presenze con la nazionale maggiore sono 3; l'ultima partita giocata con la maglia azzurra si tenne il 29 dicembre 1974, contro la Bulgaria, incontro terminato 0-0.

### Allenatore
Dopo il suo ritiro come giocatore nel 1986, Chiarugi entrò a far parte del settore giovanile della Fiorentina, diventando allenatore della Primavera. Nella stagione 1992-1993, in coppia con Giancarlo Antognoni, fu chiamato a sostituire, nelle ultime cinque giornate di campionato, Aldo Agroppi nella panchina viola; tuttavia i due non riuscirono a evitare la retrocessione in Serie B della squadra dopo 54 stagioni consecutive nella massima serie. Dopo questa esperienza, tornò ad allenare la Primavera della Fiorentina, con la quale arrivò in finale nel Torneo di Viareggio 1994. Con la squadra giovanile toscana ha vinto inoltre una Coppa Italia Primavera nel 1995-1996, ottenuta battendo in finale il Torino per 2-1.
Il 27 febbraio 2001 diventò allenatore temporaneo dei viola, subentrando a Fatih Terim. Sostituì il tecnico turco nella 21ª giornata nell'incontro del 4 marzo Bari - Fiorentina, terminato 2-1. Il 7 marzo lasciò la panchina viola a Roberto Mancini, del quale fu allenatore in seconda. L'11 gennaio 2002 dopo le dimissioni di Mancini, fu nuovamente allenatore della prima squadra insieme all'altro vice Angelo Gregucci. Dopo tre giorni lasciano il posto a Ottavio Bianchi. Riprese nuovamente il ruolo fino al termine della stagione, nella quale la squadra retrocesse nuovamente e venne dichiarata fallita. Dal novembre del 2007 è stato allenatore del Poggibonsi, club di Serie C2, fino all'esonero avvenuto nel settembre del 2008.

## Statistiche

### Presenze e reti nei club
| Stagione          | Squadra           | Campionato        | Campionato | Campionato | Coppe nazionali | Coppe nazionali | Coppe nazionali | Coppe continentali | Coppe continentali | Coppe continentali | Altre coppe | Altre coppe | Altre coppe | Totale | Totale |
| Stagione          | Squadra           | Comp              | Pres       | Reti       | Comp            | Pres            | Reti            | Comp               | Pres               | Reti               | Comp        | Pres        | Reti        | Pres   | Reti   |
| ----------------- | ----------------- | ----------------- | ---------- | ---------- | --------------- | --------------- | --------------- | ------------------ | ------------------ | ------------------ | ----------- | ----------- | ----------- | ------ | ------ |
| 1965-1966         | Fiorentina        | A                 | 4          | 0          | CI              | 1               | 0               | CM                 | 2                  | 0                  | -           | -           | -           | 7      | 0      |
| 1966-1967         | Fiorentina        | A                 | 25         | 2          | CI              | 1               | 0               | CdC+CM             | 2+2                | 1+0                | -           | -           | -           | 30     | 3      |
| 1967-1968         | Fiorentina        | A                 | 20         | 2          | CI              | 2               | 0               | CdF                | 2                  | 0                  | CdA         | 2+          | 1           | 26+    | 3      |
| 1968-1969         | Fiorentina        | A                 | 18         | 7          | CI              | 3               | 2               | CdF                | 2                  | 0                  | -           | -           | -           | 23     | 9      |
| 1969-1970         | Fiorentina        | A                 | 27         | 12         | CI              | 6               | 2               | CC                 | 5                  | 2                  | CAI         | 4           | 1           | 42     | 17     |
| 1970-1971         | Fiorentina        | A                 | 26         | 5          | CI              | 10              | 6               | CdF                | 3                  | 1                  | -           | -           | -           | 39     | 12     |
| 1971-1972         | Fiorentina        | A                 | 20         | 5          | CI              | 5               | 3               | CM                 | 3                  | 5                  | -           | -           | -           | 28     | 13     |
| Totale Fiorentina | Totale Fiorentina | Totale Fiorentina | 140        | 33         |                 | 28              | 13              |                    | 21                 | 9                  |             | 4           | 1           | 195+   | 57     |
| 1972-1973         | Milan             | A                 | 27         | 12         | CI              | 4               | 3               | CdC                | 8                  | 7                  | -           | -           | -           | 39     | 22     |
| 1973-1974         | Milan             | A                 | 28         | 11         | CI              | 5               | 1               | CdC                | 7                  | 4                  | SU          | 2           | 1           | 42     | 17     |
| 1974-1975         | Milan             | A                 | 26         | 7          | CI              | 10              | 3               | -                  | -                  | -                  | -           | -           | -           | 36     | 10     |
| 1975-1976         | Milan             | A                 | 23         | 7          | CI              | 10              | 3               | CU                 | 4                  | 1                  | -           | -           | -           | 37     | 11     |
| Totale Milan      | Totale Milan      | Totale Milan      | 104        | 37         |                 | 29              | 10              |                    | 19                 | 12                 |             | 2           | 1           | 154    | 60     |
| 1976-1977         | Napoli            | A                 | 21         | 5          | CI              | 4               | 1               | CdC                | 4                  | 1                  | CdL         | 2           | 1           | 31     | 8      |
| 1977-1978         | Napoli            | A                 | 13         | 2          | CI              | 4               | 0               | -                  | -                  | -                  | -           | -           | -           | 17     | 2      |
| Totale Napoli     | Totale Napoli     | Totale Napoli     | 34         | 7          |                 | 8               | 1               |                    | 4                  | 1                  |             | 2           | 1           | 48     | 10     |
| 1978-1979         | Sampdoria         | B                 | 30         | 5          | CI              | 4               | 0               | -                  | -                  | -                  | -           | -           | -           | 34     | 5      |
| 1979-1980         | Bologna           | A                 | 13         | 3          | CI              | 0               | 0               | -                  | -                  | -                  | -           | -           | -           | 13     | 3      |
| 1980-1981         | Rimini            | B                 | 13         | 1          | CI              | 1               | 0               | -                  | -                  | -                  | -           | -           | -           | 14+    | 1+     |
| 1981-1982         | Rondinella        | C2                | 22         | 7          | CI-C            | ?               | ?               | -                  | -                  | -                  | -           | -           | -           | 22+    | 7+     |
| 1982-1983         | Massese           | D                 | 22         | 10         | -               | -               | -               | -                  | -                  | -                  | -           | -           | -           | 22     | 10     |
| 1983-1984         | Massese           | C2                | 23         | 5          | CI-C            | ?               | ?               | -                  | -                  | -                  | -           | -           | -           | 23+    | 5+     |
| 1984-1985         | Massese           | C2                | 15         | 4          | CI-C            | ?               | ?               | -                  | -                  | -                  | -           | -           | -           | 15+    | 4+     |
| Totale Massese    | Totale Massese    | Totale Massese    | 60         | 19         |                 | ?               | ?               |                    | -                  | -                  |             | -           | -           | 60+    | 19+    |
| Totale carriera   | Totale carriera   | Totale carriera   | 416        | 112        |                 | 70+             | 24+             |                    | 44                 | 22                 |             | 8           | 3           | 540+   | 162+   |

### Cronologia presenze e reti in nazionale
| Cronologia completa delle presenze e delle reti in nazionale ― Italia | Cronologia completa delle presenze e delle reti in nazionale ― Italia | Cronologia completa delle presenze e delle reti in nazionale ― Italia | Cronologia completa delle presenze e delle reti in nazionale ― Italia | Cronologia completa delle presenze e delle reti in nazionale ― Italia | Cronologia completa delle presenze e delle reti in nazionale ― Italia | Cronologia completa delle presenze e delle reti in nazionale ― Italia | Cronologia completa delle presenze e delle reti in nazionale ― Italia |
| Data                                                                  | Città                                                                 | In casa                                                               | Risultato                                                             | Ospiti                                                                | Competizione                                                          | Reti                                                                  | Note                                                                  |
| --------------------------------------------------------------------- | --------------------------------------------------------------------- | --------------------------------------------------------------------- | --------------------------------------------------------------------- | --------------------------------------------------------------------- | --------------------------------------------------------------------- | --------------------------------------------------------------------- | --------------------------------------------------------------------- |
| 22-11-1969                                                            | Napoli                                                                | Italia                                                                | 3 – 0                                                                 | Germania Est                                                          | Qual. Mondiali 1970                                                   | -                                                                     |                                                                       |
| 26-2-1974                                                             | Roma                                                                  | Italia                                                                | 0 – 0                                                                 | Germania Ovest                                                        | Amichevole                                                            | -                                                                     |                                                                       |
| 29-12-1974                                                            | Genova                                                                | Italia                                                                | 0 – 0                                                                 | Bulgaria                                                              | Amichevole                                                            | -                                                                     |                                                                       |
| Totale                                                                |                                                                       | Presenze                                                              | 3                                                                     |                                                                       | Reti                                                                  | 0                                                                     |                                                                       |

### Statistiche da allenatore
Statistiche aggiornate al 4 maggio 2008.
| Stagione          | Squadra           | Campionato        | Campionato | Campionato | Campionato | Campionato | Coppe nazionali | Coppe nazionali | Coppe nazionali | Coppe nazionali | Coppe nazionali | Coppe continentali | Coppe continentali | Coppe continentali | Coppe continentali | Coppe continentali | Altre coppe | Altre coppe | Altre coppe | Altre coppe | Altre coppe | Totale | Totale | Totale | Totale | % Vittorie |
| Stagione          | Squadra           | Comp              | G          | V          | N          | P          | Comp            | G               | V               | N               | P               | Comp               | G                  | V                  | N                  | P                  | Comp        | G           | V           | N           | P           | G      | V      | N      | P      | %          |
| ----------------- | ----------------- | ----------------- | ---------- | ---------- | ---------- | ---------- | --------------- | --------------- | --------------- | --------------- | --------------- | ------------------ | ------------------ | ------------------ | ------------------ | ------------------ | ----------- | ----------- | ----------- | ----------- | ----------- | ------ | ------ | ------ | ------ | ---------- |
| apr.-giu. 1993    | Fiorentina        | A                 | 5          | 1          | 3          | 1          | CI              | -               | -               | -               | -               | -                  | -                  | -                  | -                  | -                  | -           | -           | -           | -           | -           | 5      | 1      | 3      | 1      | 20,00      |
| feb. 2001         | Fiorentina        | A                 | 1          | 0          | 0          | 1          | CI              | 0               | 0               | 0               | 0               | CU                 | -                  | -                  | -                  | -                  | -           | -           | -           | -           | -           | 1      | 0      | 0      | 1      | &0,00      |
| apr.-giu. 2002    | Fiorentina        | A                 | 5          | 1          | 0          | 4          | CI              | -               | -               | -               | -               | CU                 | -                  | -                  | -                  | -                  | SI          | -           | -           | -           | -           | 5      | 1      | 0      | 4      | 20,00      |
| Totale Fiorentina | Totale Fiorentina | Totale Fiorentina | 11         | 2          | 3          | 6          |                 | 0               | 0               | 0               | 0               |                    | -                  | -                  | -                  | -                  |             | -           | -           | -           | -           | 11     | 2      | 3      | 6      | 18,18      |
| dic. 2007-2008    | Poggibonsi        | C2                | 21         | 7          | 9          | 5          | CI-C            | -               | -               | -               | -               | -                  | -                  | -                  | -                  | -                  | -           | -           | -           | -           | -           | 21     | 7      | 9      | 5      | 33,33      |
| lug.-ott. 2008    | Poggibonsi        | C2                | 7          | 1          | 2          | 4          | CI-LP           | -               | -               | -               | -               | -                  | -                  | -                  | -                  | -                  | -           | -           | -           | -           | -           | 7      | 1      | 2      | 4      | 14,29      |
| Totale Poggibonsi | Totale Poggibonsi | Totale Poggibonsi | 28         | 8          | 11         | 9          |                 | 0               | 0               | 0               | 0               |                    | -                  | -                  | -                  | -                  |             | -           | -           | -           | -           | 28     | 8      | 11     | 9      | 28,57      |
| Totale carriera   | Totale carriera   | Totale carriera   | 39         | 10         | 14         | 15         |                 | 0               | 0               | 0               | 0               |                    | -                  | -                  | -                  | -                  |             | -           | -           | -           | -           | 39     | 10     | 14     | 15     | 25,64      |

## Palmarès

### Giocatore

#### Club

##### Competizioni nazionali
- Coppa Italia: 2

Fiorentina: 1965-1966
Milan: 1972-1973
- Campionato italiano: 1

Fiorentina: 1968-1969
- Campionato Interregionale: 1

Massese: 1982-1983

##### Competizioni internazionali
- Coppa delle Coppe: 1

Milan: 1972-1973
- Coppa Mitropa: 1

Fiorentina: 1966
- Coppa di Lega Italo-Inglese: 1

Napoli: 1976

#### Individuale
- Capocannoniere della Coppa Mitropa: 1

1971-1972 (5 gol)
- Capocannoniere della Coppa delle Coppe: 1

1972-1973 (7 gol)

### Allenatore
- Coppa Italia Primavera: 1

Fiorentina: 1995-1996